# アジアハイウェイ7号線
アジアハイウェイ7号線  はアジアハイウェイの道路の1つである。ロシアのエカテリンブルクを起点としてパキスタンのカラチを終点とする。総延長は5,868kmで、ロシア、カザフスタン、キルギス、ウズベキスタン、タジキスタン、アフガニスタン、パキスタンを通過する。
アジアハイウェイ7号線はカザフスタンのメルケからキルギスのカラバルタまでの数百kmの区間をアジアハイウェイ5号線と共有している。アフガニスタンの首都カーブルでアジアハイウェイ7号線は一旦途切れるものの、アジアハイウェイ1号線でカンダハールまで移動すると再びアジアハイウェイ7号線に乗ってカラチまで行く事ができる。
2002年のアジアハイウェイプロジェクトの文書によると7号線は全て舗装完了していることになっており、キルギスの72kmの区間とタジキスタンの83kmの区間が未舗装であるのみである。

## 経路

### ロシア
全長308km
- (起点) エカテリンブルク - チェリャビンスク - トロイツク（英語版） - (カザフスタン)

### カザフスタン
全長2,035km
- (ロシア国境) - カエラック - コスタナイ - ヌルスルタン - カラガンダ - ブルバイタル（英語版） - メルケ（ロシア語版） - (キルギス)

### キルギス
全長624km
- (カザフスタン国境) - チャルドヴァール - カラバルタ - オシ - (ウズベキスタン)

### ウズベキスタン
全長531km
- (キルギス国境) - アンディジャン - タシュケント - シルダリヤ - ハヴァスト（スペイン語版） - (タジキスタン)

### タジキスタン
全長497km
- (ウズベキスタン国境) - チャヴァスト - ドゥシャンベ - パンジ・ポヨン（英語版） - (アフガニスタン)

### アフガニスタン
全長494km
- (タジキスタン国境) - シル・カーン（英語版） - プリ・フムリー - ジュブルサルジ - カーブル - カンダハール - スピンボルダック - (パキスタン)

### パキスタン
全長816km
- (アフガニスタン国境) - チャマン - クエッタ - カラチ (終点)

## 国境
| 通過国1        | 通過国2        | 位置                                                                    |
| -------------- | -------------- | ----------------------------------------------------------------------- |
| ロシア         | カザフスタン   | 北緯54度00分14.1秒 東経61度37分53.2秒 / 北緯54.003917度 東経61.631444度 |
| カザフスタン   | キルギス       | 北緯42度49分23.1秒 東経73度30分39.2秒 / 北緯42.823083度 東経73.510889度 |
| キルギス       | ウズベキスタン | 北緯40度34分16.9秒 東経72度45分41.4秒 / 北緯40.571361度 東経72.761500度 |
| ウズベキスタン | タジキスタン   | 北緯40度11分23.0秒 東経69度18分15.8秒 / 北緯40.189722度 東経69.304389度 |
| タジキスタン   | アフガニスタン | 北緯37度11分37.4秒 東経68度35分53.3秒 / 北緯37.193722度 東経68.598139度 |
| アフガニスタン | パキスタン     | 北緯30度57分17.4秒 東経66度26分18.3秒 / 北緯30.954833度 東経66.438417度 |

## 参考資料
- 国土交通省 - 政策・仕事 - 国際：アジアハイウェイ路線